# キム・セロン
キム・セロン（韓国語：김새론、2000年7月31日 - 2025年2月16日）は、韓国の元子役、女優。ソウル特別市出身。中央大学校演劇映画科に在学していた。妹のキム・アロン、キム・イェロンも子役として活動している。

## 経歴
9歳の頃から子役としての活動を始め、映画初出演で主演を務めた2009年の映画『冬の小鳥』では孤児院に捨てられた少女を演じ、カンヌ国際映画祭に韓国の俳優史上最年少で招待された。
2010年の映画『アジョシ』では、ウォンビンと共演し、大韓民国映画大賞新人女優賞を史上最年少で受賞した。
2014年の映画『私の少女』では第35回青龍映画賞新人女優賞を受賞した。
2022年12月16日、道路交通法違反により在宅起訴された。容疑は5月18日午前8時ごろ、ソウル・江南区の清潭洞で泥酔状態で運転していたところ、ガードレールや街路樹に何度もぶつかり、破損した容疑。2023年4月5日、ソウル中央地裁から罰金2000万ウォンの有罪判決を言い渡された。この事故が切っ掛けとなり、当時撮影中だった出演作「ブラッドハウンド」では、キム・セロンの登場シーンは大幅に編集され、後半には代役を立てる騒動となった。以後、キムの芸能活動は中断し、長い自粛期間に入った。何度か復帰の計画はあったが、そのたびに韓国の世論は復帰に反対する声が高まり、また誹謗中傷が激化して、復帰を取り下げる事が続いた。

### 死去
2025年2月16日16時54分ごろ、ソウル城東区聖水洞の自宅で遺体が発見された。24歳没。警察関係者によると自殺とみられている。自粛期間中、キム・セロンはインターネットによる誹謗中傷への苦しみを吐露する動画を投稿しており（なお、投稿後に削除している）、韓国のメディアでは、これらの誹謗中傷が自殺の原因との見方が広がっている。

## 出演
太字は主演作品

### 映画
- 冬の小鳥（2009年） - ジニ役
- アジョシ（2010年） - ソミ役[14]
- 俺はパパだ（2011年） - ハン・ミンジ役
- 隣人 -The Neighbors-（2012年） - スヨン ／ ヨンソ役（一人二役）[15][16]
- Barbie（2012年） - イ・スニョン役[17]
- 萬神（2014年） - キム・グムファ（幼年期）役
- 私の少女（2014年） - ソン・ドヒ役[18]
- 悪魔は闇に蠢く（2014年） - ソンイ役
- 大俳優（2016年） - カメオ出演[19]
- 雪路（2017年） - カン・ヨンエ役[20]
- 守護教師（2018年） - カン・ユジン役
- 私たちは毎日毎日（2022年） - ハン・ヨウル役

### テレビドラマ
- 私の心が聞こえる?（2011年、MBC） - ポン・ウリ（少女時代）役
- 天上の花園（2011年、Channel A） - カン・ウンス役
- ファッション王（2012年、SBS） - イ・ガヨン（少女時代）役
- ロマンスが必要2（2012年、tvN） - ユン・ギヒョン役（カメオ出演）
- お母さんが何だって（2012年、MBC） - パク・セロン役
- 会いたい（2012年 - 2013年、MBC） - チェ・ボラ役（カメオ出演）
- 女王の教室（2013年、MBC） - キム・ソヒョン役[21]
- ラブオン・ハイスクール（2014年、KBS2） - イ・スルビ役[22]
- 雪道（2015年、KBS） - カン・ヨンエ役
- 華麗なる誘惑（2015年、MBC） - シン・ウンス（少女時代）役[23]
- 魔女宝鑑 〜ホジュン、若き日の恋〜（2016年、MBC） - ヨニ / ソリ役[24]
- レバレッジ：詐欺操作団（2019年、TV朝鮮） - コ・ナビョル役[25]
- 誰も知らない（2020年、SBS） - チャ・ヨンジン（少女時代）役[26]
- 優秀巫女カ・ドゥシム（2021年、kakaoTV）- カ・ドゥシム役[27]
- 彼女たち（2021年、KBS2） - ソッサン役
- トロリー（2022年、SBS） - キム・スビン役
- ブラッドハウンド（2023年、Netflix） - チャ・ヒョンジュ役[28][29]

### Webドラマ
- 私たち星になる（英題：To Be Continued）（2015年、NAVER TV） - チョン・アリン役[30]
- 恋愛プレイリスト シーズン4（2019年、NAVER TV） - ソ・ジミン役[31]

### Music Video
| 年     | 曲名             | アーティスト |
| ------ | ---------------- | ------------ |
| 2013年 | Green Rain       | SHINee       |
| 2014年 | Jackpot          | Block B      |
| 2014年 | From My Heart    | 5urprise     |
| 2015年 | Cat's Eye        | ASTRO        |
| 2021年 | Graduation Tears | 윤종신       |

### バラエティ番組
| 年            | 番組                            | 放送局 | 備考            |
| ------------- | ------------------------------- | ------ | --------------- |
| 2012年        | 極限体験プロジェクト!人間の条件 | KBS2   | ゲスト、第3回   |
| 2014年        | ハッピー・トゥギャザー3         | KBS2   | ゲスト、第365回 |
| 2015年-2017年 | ショー!K-POPの中心              | MBC    | MC              |

## 作品
| 年     | 曲名         | 備考                          |
| ------ | ------------ | ----------------------------- |
| 2012年 | 帰宅         | 『隣人 -The Neighbors-』のOST |
| 2018年 | 私へ送る手紙 | 『守護教師』のOST             |

## 受賞歴
- 第19回釜日映画賞 - 新人女優賞 （2010年、『冬の小鳥』）
- 第8回大韓民国映画大賞 - 新人女優賞（2010年、『アジョシ』）
- 第8回マックスムービー今年の映画賞 - 最高の新人女優賞（2011年、『アジョシ』）
- 2013年MBC演技大賞 - 子役賞（2013年、『女王の教室』）
- 第35回青龍映画賞 - 新人女優賞（2014年、『私の少女』）
- 第35回黄金撮影賞 - 新人女優賞（2014年、『私の少女』）